# Cratere Tuwale
Tuwale è un cratere sulla superficie di Rea.